# 週刊ドラドラ生放送
『週刊ドラドラ生放送』（しゅうかんドラドラなまほうそう）は、1982年4月4日から1984年3月25日まで中京テレビで放送されていた中日ドラゴンズの情報番組。放送時間は毎週日曜 9:00 - 9:30 （日本標準時）。

## 概要
他の在名民放テレビ局に先駆けて誕生した日本初のドラゴンズ応援番組で、直後の時間帯に編成されていた日本テレビ製作の『ミユキ野球教室』とともに計1時間の野球情報番組枠を形成していた。
テーマソングには、藤本房子が歌うドラゴンズの応援歌「ドラ・ドラ・ロックンロール」を使用していた。この曲はオープニングでは、当初はタイトルコールに相当する部分のみが流れていたが、後にワンコーラスがフルで流れるようになった。
最終回において、視聴者からの投稿に答える形で、当番組が視聴率不振で終了するのではないことを司会者が明言した。なお当番組の裏では1983年から中日新聞系列のCBCテレビが別のドラゴンズ応援番組をスタートさせている。
番組の終了後、替わって日曜22:30枠で後継番組の『夢のドラゴンズ生放送』がスタートした。

## 出演者
- 山本洋三（名古屋のローカルタレント）
- 森兼太郎（当時中京テレビアナウンサー）
- ゴトー竜（名古屋在住のイラストレーター）

| 中京テレビ 日曜9:00枠                                            | 中京テレビ 日曜9:00枠                               | 中京テレビ 日曜9:00枠                                     |
| 前番組                                                           | 番組名                                              | 次番組                                                    |
| ---------------------------------------------------------------- | --------------------------------------------------- | --------------------------------------------------------- |
| がんばれゴンベ （1982年1月10日 - 1982年3月28日） ※テレビ東京製作 | 週刊ドラドラ生放送 （1982年4月4日 - 1984年3月25日） | ふるさと・わが町ベスト10 （1984年4月1日 - 1989年3月26日） |